# 姫路市立南大津小学校
姫路市立南大津小学校（ひめじしりつ みなみおおつしょうがっこう）は、兵庫県姫路市大津区真砂町にある公立小学校。

## 沿革
- 1983年（昭和58年）4月6日 - 姫路市立大津小学校から校区を分割し、開校。

## 通学区域
大津区勘兵衛町一~五丁目・大津区吉美・大津区天神町二丁目・大津区恵美酒町二丁目・大津区真砂町。
- 大津区のうち、おおむね山陽電気鉄道網干線より南の区域が校区となる。また校区全域が姫路市立大津中学校校区の一部となっている。
- 江戸時代に龍野藩が勘兵衛新田を開発した地で、昭和初期に臨海地域が播磨臨海工業地帯の一部をなしたことで人口が増加した。当校の設置も、これら工業地帯の従業員数増加による。

## 交通アクセス
- 山陽電気鉄道網干線平松駅から南へ1500m。

## 通学区域が隣接している学校
- 姫路市立網干小学校
- 姫路市立大津小学校
- 姫路市立広畑第二小学校